# سیاتل سی‌هاکس
تیم فوتبال آمریکایی سیاتل سی‌هاکس (به انگلیسی: Seattle Seahawks) از شهر سیاتل، واشینگتن در ایالت واشینگتن می‌باشد.
این تیم عضو لیگ ملی فوتبال آمریکا است. ورزش‌گاه خانگی این تیم ورزشگاه کوست‌فیلد (به انگلیسی: Qwest Field) نام دارد. تورج هوشمندزاده بازیکن این تیم است.

## وبگاه رسمی
- وبگاه رسمی تیم